# Manduca albiplaga
Manduca albiplaga (лат.) — вид бабочек из семейства бражников (Sphingidae), распространённый от Бразилии до южной Мексики.

## Описание

### Имаго
Размах крыльев 120—180 мм.

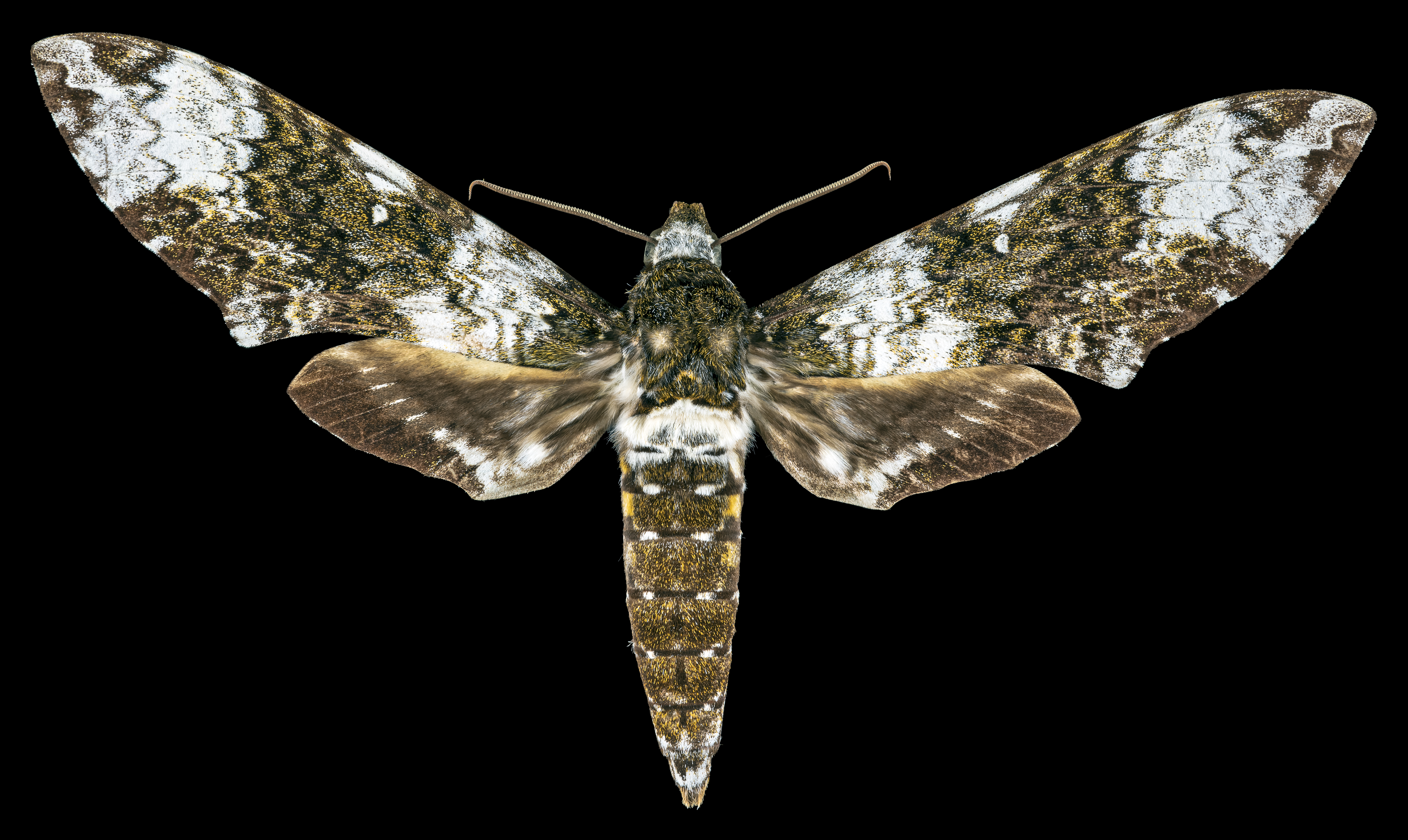
Manduca albiplaga ♂
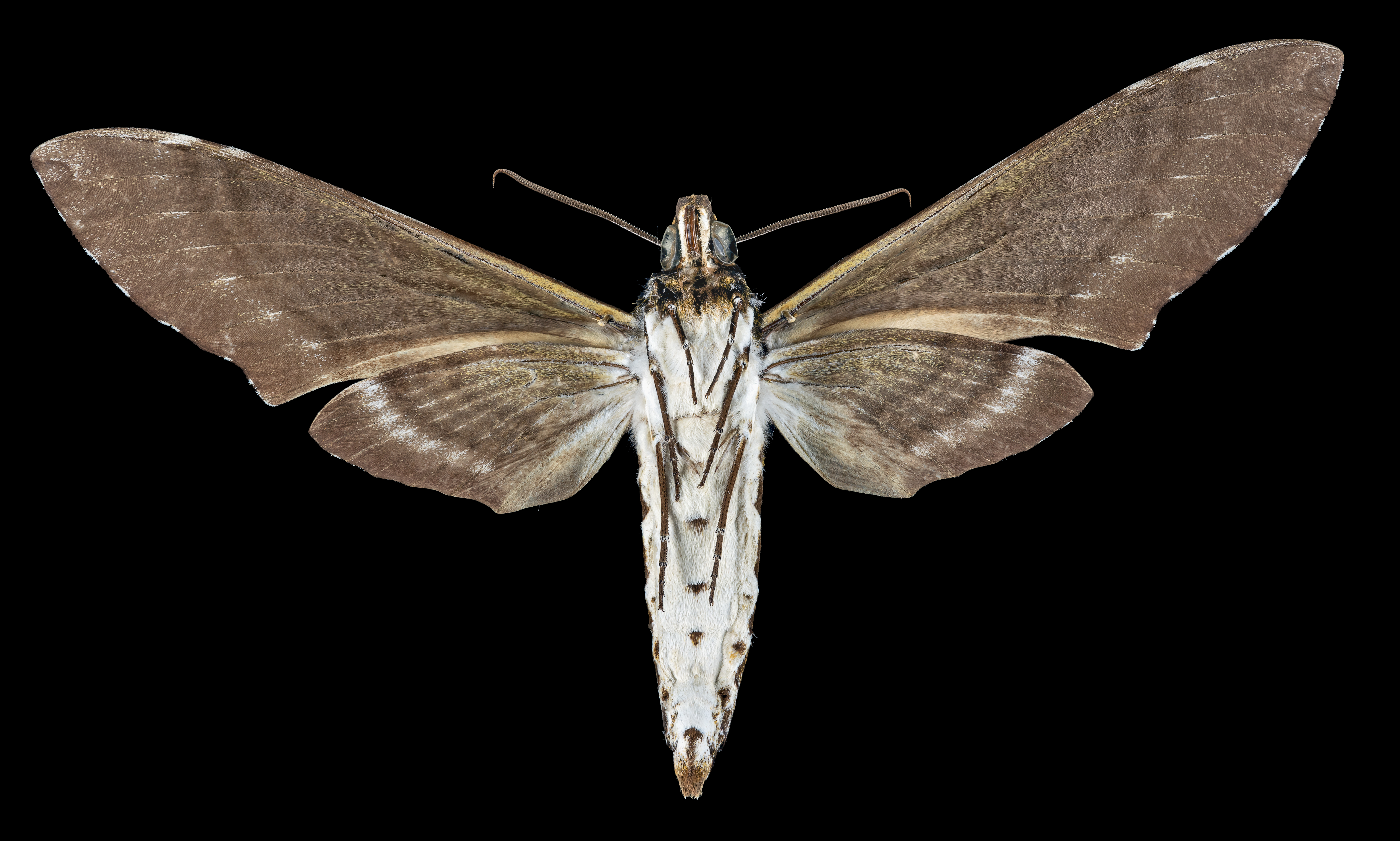
Manduca albiplaga ♂   △
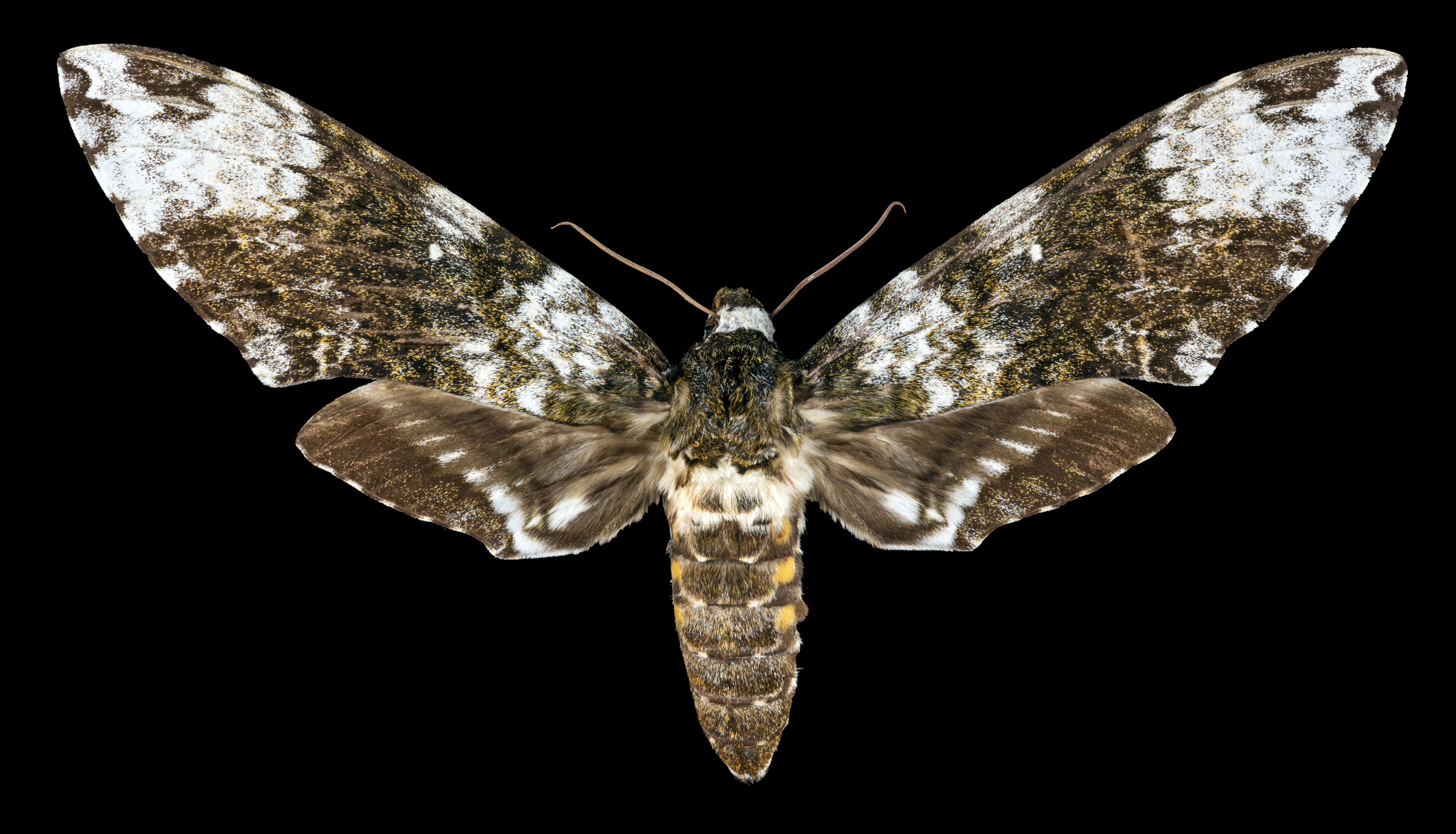
Manduca albiplaga   ♀
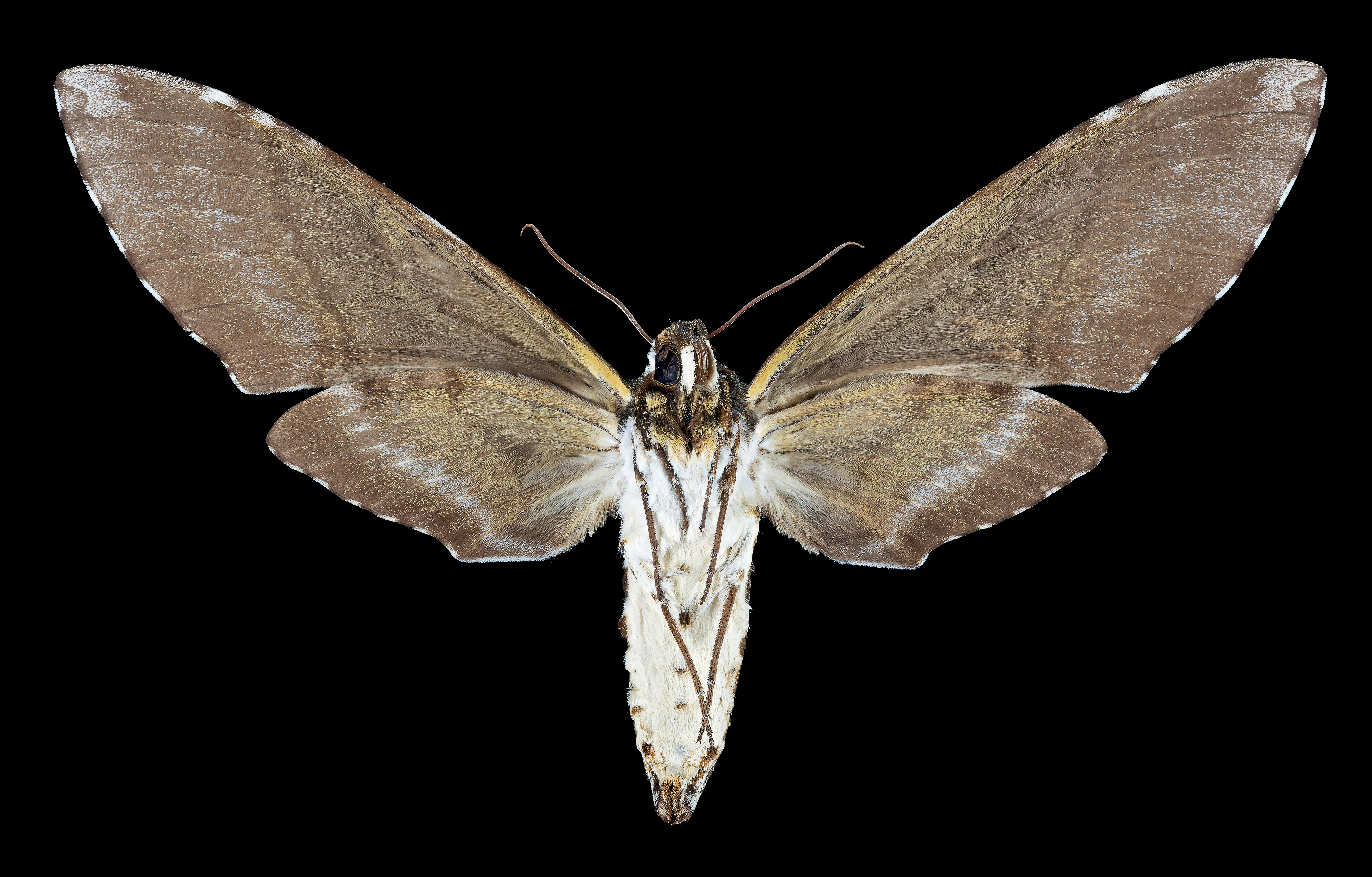
Manduca albiplaga  ♀ △

## Биология
Развивается в двух поколениях за год. Бабочки летают с февраля по май и с июля по сентябрь. Гусеницы питаются на растениях семейства Бурачниковые и некоторых Анноновых, включая Rollinia deliciosa.

## Ареал и местообитание
M. albiplaga встречается от Бразилии до южной Мексики, некоторые особи попадаются вплоть до Канзаса (США).
Вид хорошо адаптируется к различным условиям: от тропических лесов до пустынь. Хорошо приспособлен к городской среде. Живёт на многочисленных видах растений.

## История изучения
Вид был впервые описан британским энтомологом Френсисом Уокером в 1856 году и назван Macrosila rustica. В 1971 году вид переведён в род Manduca.

## Синонимы
- Macrosila albiplaga Walker, 1856 Базионим
- Sphinx trojanus Schaufuss, 1870
- Sphinx valida Boisduval, 1875
- Protoparce albiplaga exacta Gehlen, 1928